# فرید شوشان
فرید شوشان (عربی: فرید شوشان؛ زادهٔ ۱۹ آوریل ۱۹۷۳) یک بازیکن فوتبال اهل تونس است.